# Surmaczówka
Surmaczówka – wieś w Polsce położona w województwie podkarpackim, w powiecie jarosławskim, w gminie Wiązownica. Leży nad Lubaczówką dopływem Sanu.
| SIMC    | Nazwa             | Rodzaj     |
| ------- | ----------------- | ---------- |
| 0612772 | Maczugi           | przysiółek |
| 0612789 | Surmaczów-Kolonia | kolonia    |

W II Rzeczypospolitej wieś w powiecie jarosławskim województwa lwowskiego. W latach 1945–1946 nacjonaliści ukraińscy z OUN-UPA zamordowali tutaj 18 Polaków.
W latach 1975–1998 miejscowość administracyjnie należała do województwa przemyskiego.
W 1908 roku we wsi powstała jednoklasowa szkoła ludowa.